# 田智度
田智度（461年—475年），南北朝北魏豫州阳武县（今河南原阳东南）人。
北魏孝文帝拓跋宏延兴五年（475年）九月癸卯，田智度和洛州人贾伯奴聚党一千余人，贾伯奴自称恆农王，田智度自称上洛王，乘夜攻打洛州。郑羲有河南人望，与北豫州刺史尉拨、洛州刺史丘顿将他们击败，在缑氏斩贾伯奴，执送田智度到京师平城斩杀。